# سبل الهدی و الرشاد فی سیره خیر العباد
سبل الهدی و الرشاد فی سیره خیر العباد کتابی است در شرح سیره نبوی، نوشته محمد بن یوسف صالحی شامی (متوفی ۹۴۲ هجری قمری). کتاب اخیراً در سیزده جلد به چاپ رسیده و مشتمل بر حدود هزار بخش است.

## جایگاه و ویژگی‌ها
این کتاب یکی از بزرگترین کتابهایی است که دربارهٔ سیره نبوی نگاشته شده‌است. محمدعلی جاودان این کتاب را مفصل‌ترین زندگینامه ای می‌داند که از پیامبر اسلام در دست است. در نگارش کتاب، نویسنده تلاش کرده تا تمام کارهای قبلی را که دربارهٔ سیره نوشته شده‌است، بررسی کند. او در مقدمه کتاب می‌گوید: «این کتابی است که من [مطالب] آن را از بیش از ۳۰۰ کتاب جمع‌آوری و انتخاب کرده‌ام و همه کوششم در به دست آوردن اطلاعات صحیح بوده‌است… و در آن از احادیث جعلی هیچ نیاورده ام.» او همچنین می‌گوید: «من در این کتاب بخشهایی از فضائل پیامبر اسلام، شمایل، شرح حال، افعال، رفتارها، حالات و آموزه‌های او را آورده‌ام.» سپس به روش خود در تألیف کتاب اشاره می‌کند: «در پایان هر باب [بعد از نقل روایات مربوط به بحث] آنچه در آن مشکل وجود داشته توضیح داده‌ام. علاوه بر آن به پاره ای از نکات نفیس و ممتاز آن اشارت داشته‌ام و با بیان معنای الفاظ غریب و چگونگی ضبط کلمات مشکله و راه جمع بین آنچه در ظاهر متناقض به نظر می‌رسد، کار خود را در آن باب به پایان برده‌ام.»
الکتانی در «الرسالة المستطرفة» در مورد کتاب سبل الهدی می‌گوید: «این یکی از بهترین و ساده‌ترین کتاب‌های اخیر با موضوع زندگینامه پیامبر است، که [مطالب آن] از میان بیش از سیصد کتاب انتخاب شده و تحقیق آن به درستی انجام شده و مزایای شگفتی دارد. بیش از ۷۰۰ بخش دارد که هر باب با توضیحاتی دربارهٔ اشکالات، کلمه‌های عجیب و غریب و حل مشکلات فصل ختم می‌شود.
محمدعلی جاودان شرح و تفسیر مؤلف دربارهٔ اشکالات کتاب را از ویژگی‌های کم‌نظیر این کتاب می‌داند و می‌گوید: «مؤلف [کتاب] اغلب در شرح و تفسیر با ذوق و هنر بسیار عمل می‌کند و مشکلی باقی نمی‌گذارد.» مزیت دیگری که او به آن اشاره می‌کند «نقد و بررسی روایات نقل شده» در کتاب است. ذکر «سلسله ای از اطلاعات و تحقیقات کتاب‌شناسی و رجالی که مؤلف به‌طور ضمنی در [لابلای مطالب] کتاب می‌آورد» از دیگر مزایای این کتاب است.